# Gilladomnan
Gilladomnan (Castillo de Finlaggan, Isla de Islay, Argyll, Escocia.)  fue un noble hiberno-nórdico, Señor de las Hébridas,  conocido también como Tossach de las Islas según las crónicas irlandesas. Algunas fuentes lo identifican como escandinavo por línea genealógica paterna. Era el sexto descendiente de Gofraid mac Fergusa, otro caudillo de las Hébridas.
Gilladomnan se casó a los 16 años con una mujer escandinava, hija de un caudillo llamado Godred, que tenía 13 años. De esa relación nació Gillebride mac Gilladomnan y por lo tanto es abuelo de Somerled, rey de Kintyre, conquistador del reino de Mann y las Islas, apodado en las crónicas contemporáneas como ri Innse Gall («rey de las Islas», en referencia a las Hébridas).